# Zapato Veloz
Zapato Veloz es un grupo de música pop español. La banda estuvo formada en 1992 por Javier Díaz Gotín, José Carlos Álvarez Fernández y Mario Mosteiro Fernández. En 2019 tras su regreso, la nueva formación la componen Javier González, Benjamín Paredes y Sergio Vega.
Obtuvo éxito en el verano de 1992 con su tema «Tractor amarillo». Destacaron por tratar temas de la juventud de la época, la política o la actualidad del momento, así como del cine y la televisión.

## Carrera

### Inicios y formación
Javier Díaz y José Carlos Álvarez se conocieron durante su infancia, ya que ambos nacieron y vivieron en Trubia, un pequeño pueblo del concejo de Oviedo a 12 kilómetros de la capital. Los primeros pasos en el mundo de la música los da Javier, que comienza a actuar en el bar Casa Víctor, local del cual era propietario Víctor Manuel García. En este local, Javier Díaz compone el tema «Gijón del Alma».
Tras las presentaciones de Víctor, le ofrecen actuar en su establecimiento, lo que supone el germen del grupo que poco después comenzaría a conocerse bajo el nombre de Zapato Veloz. Sin embargo, José Carlos es llamado a filas para cumplir el servicio militar, por lo que el proyecto musical se paraliza durante unos meses. Por esta época, Javier va componiendo algunos temas, cuyas partituras envía por correo a José Carlos, que comienza a ensayarlos con Mario. Una vez terminado el servicio militar, José Carlos vuelve a Gijón mientras que Mario se desplaza a Tarragona, ciudad en la que Javier trabajaba por aquel entonces. 

### 1991-2004: Primeros trabajos discográficos
Graban su primer disco, Convinado de tacón, que incluía «Tractor amarillo». Tras el lanzamiento del sencillo, el presidente del Grupo Covadonga -asociación cultural y deportiva gijonesa-, Luis Ángel Varela, se interesa en el grupo para actuar en las fiestas de la Santina. Así, el 8 de septiembre de 1991, comienza el mito de Zapato Veloz.
Antes de que grabasen el que sería su primer disco de forma profesional, Víctor abandona la formación, y los demás se trasladan a Barcelona para grabar Ponti 'country' la pared, bajo la producción de Mikel Herzog que trabajaba para Virgin Records en España. El álbum incluía un total de 10 canciones, de entre las que destacaba «Tractor amarillo», lanzado como primer sencillo, posteriormente sacan un maxisencillo con remezclas. Actuaron como cabezas de cartel en las fiestas patronales de media España.
A principios de 1993 sacan su segundo trabajo, de nombre homónimo en el que se lanzan dos sencillos «Manolín el Piruleta» y «La tribu comanche». Fueron invitados en 1993 y 1994 a participar en el Festival Internacional de Música de Acapulco (México), donde coincidieron con cantantes como Sting o Gloria Stefan como cabezas de cartel y con Maná, que actuaban como teloneros de nuestros protagonistas. Pa 'Tokiski'  fue su tercer trabajo, publicado a finales de 1993, al que le siguieron "A Toda Máquina", "Ritmo de Corral" y "La Vaca". 

### 2018-presente: Regreso musical
En 2018 el productor Juan Miguel Osuna decide contactar con los miembros del desaparecido grupo para lanzar de nuevo a Zapato Veloz con una nueva formación apadrinada por los fundadores,  para realizar directos y nuevas grabaciones de los antiguos temas y de nuevas canciones, conmemorando con ello los 30 años del sencillo «Tractor amarillo». Para ello decide adaptar los temas a la nueva era fusionando el pop con rock, dance-remember y electrolatino.
A través de la discográfica de Osuna se lanzan actualizados los nuevos sencillos «Tractor amarillo» y «La tribu comanche», siendo conocida en España y Latinoamérica  la nueva formación también como «Zapato» o «Los Zapato».

## Discografía
Álbumes de estudio
- 1992: Ponti 'country' la pared
- 1993: Pa 'Tokiski'
- 1994: A toda máquina
- 1995: Ritmo de corral
- 2004: La vaca
- 2021: El Tractor Amarillo 30º Aniversario
- 2023: Pandeirada Sideral (Hay Un Gallego En La Luna) 30º Aniversario